# Yexus
Jesús García Sierra, conocido por su seudónimo Yexus (Santander, 1962), es un crítico de cómic español. Fue nominado a la mejor labor divulgativa en varias ediciones sucesivas del Salón del Cómic de Barcelona (2008, 2009, 2010 y 2011).

## Biografía
En 1991 empezó a colaborar con El Diario Montañés. Junto a José Ramón Saiz Viadero, ha codirigido desde 1999 la revista anual Viñetas de ayer y hoy, que cuenta con el patrocinio del Ayuntamiento de Santander. Ese mismo año dirigió también las Primeras Jornadas del Cómic de Santander.
Ha publicado los libros Conan (paisajes bárbaros) (Sinsentido, 2004), Berni Wrightson (el espanto abisal) (Sinsentido, 2007), Max: Mitos, realidad y sueño (Dolmen, 2007) y Sergio Toppi, un visionario entre dos mundos (Dolmen, 2009).
En 2009 comisarió la exposición "Made in Spain: 21 autores para el siglo XXI"  destinada al Festival de Cómics de Helsinki.
En 2020 escribe el catálogo "Alberto Breccia - Sombra de la Razon" 